# 卡拉丘爾哈
36°39′N 29°13′E / 36.650°N 29.217°E
卡拉丘爾哈是土耳其的城鎮，位於該國西南部費特希耶以東5公里，由穆拉省負責管轄，距離首府穆拉140公里，海拔高度145米，2011年人口13,191。